# Cardioglossa melanogaster
Cardioglossa melanogaster – gatunek płaza bezogonowego z rodziny artroleptowatych (Arthroleptidae), o ograniczonym i pofragmentowanym zasięgu występowania – występuje tylko w zachodnim Kamerunie i wschodniej Nigerii.

## Nazwa
Epitet gatunkowy najprawdopodobniej pochodzi od ciemnego brzucha zwierzęcia.

## Występowanie
Jak podaje IUCN, gatunek ten można napotkać na wysokościach 1000–2000 m we wschodniej Nigerii na Obudu Plateau i zachodnim Kamerunie na Mount Manengouba, Mount Nlonako, południowym krańcu Bamileke Plateau, na Bamenda Highlands (w rezerwacie leśnym Bafut-Ngemba), a także Rumpi Hills.
Zamieszkuje tropikalne wilgotne lasy górskie, w tym gęste lasy wtórne.

## Rozmnażanie
Samce wybierają sobie cieniste miejsca nieopodal strumieni, skąd nawołują swe wybranki. Rozwój kijanek odbywa się w strumieniach.

## Status
W Czerwonej księdze gatunków zagrożonych IUCN płaz ten od 2015 roku klasyfikowany jest jako gatunek narażony (VU, ang. Vulnerable); wcześniej, od 2004 roku uznawano go za gatunek zagrożony (EN, ang. Endangered).
Na wysokościach 1500–1900 m n.p.m. występuje pospolicie. Trend liczebności populacji nie jest znany.
Główne zagrożenie dla gatunku stanowi utrata środowiska naturalnego, co jest powodowane przez osadnictwo, rolnictwo, wyręb lasów.